# Ponç d'Alta-riba
Ponç d'Alta-riba, o Ponç d'Altarriba fou un cavaller català, del llinatge dels Alta-riba, conceller i auditor del rei Pere el cerimoniós, citat també amb el noms de Pons o Poncio
Participa com a capità del Rei d'Aragó en la Guerra dels dos Peres i en les Corts de Cervera (1358) com a representant del braç militar. Casat amb Gueraldona d'Oluja, que el 20 d'agost del 1351, segons documentació que es conserva, aportà en els capítols matrimonials el lloc de Benavent de Segrià al matrimoni.